# SMS Stuttgart
Le SMS Stuttgart, du nom de la ville de Stuttgart en Allemagne, est un croiseur léger de la classe Königsberg construit pour la Marine impériale allemande (Kaiserliche Marine). Il a pour sister-ships les croiseurs Königsberg, Nürnberg et Stettin. Mis sur cale au chantier naval de Dantzig en 1905 et lancé en septembre 1906, le Stuttgart entre en service en février 1908. À l'instar des autres navires de sa classe, il est équipé d'un armement principal se composant de dix canons de 10,5 cm et de deux tubes lance-torpilles de 450 mm et peut atteindre une vitesse maximale de 25 nœuds (46 km/h).
Le Stuttgart est d'abord utilisé comme navire de formation d'artillerie jusqu'au début de la Première Guerre mondiale en août 1914, date à laquelle il est incorporé dans les forces de reconnaissance de la Hochseeflotte. Le croiseur participe à la bataille du Jutland où il engage le croiseur britannique Dublin. Ressorti intact de l'affrontement, le navire est converti en transport d'hydravions en 1918. Deux ans après la fin du conflit, le Stuttgart est remis à titre de prise de guerre aux Britanniques et envoyé à la casse.

## Construction
La construction du Stuttgart débute sous le nom de commande « O » au chantier naval impérial de Dantzig en 1905. Le navire est lancé le 22 septembre 1906. Une fois les travaux d'aménagement achevés, le Stuttgart est intégré dans la Hochseeflotte le 1er février 1908. Le navire est long de 115,3 m et est large de 13,2 m avec un tirant d'eau de 5,29 m vers l'avant. Son déplacement est de 3 814 tonnes à pleine charge. Il est doté d'un système de propulsion comprenant deux moteurs à triple expansion de 3 cylindres alimentés par onze chaudières à charbon. Ceux-ci permettent au vaisseau d'atteindre une vitesse maximale de 23,4 nœuds (43,3 km/h) et un rayon d'action d'environ 5 750 milles marins (10 649 km) à 12 nœuds (22 km/h). Le Stuttgart dispose d'un équipage de 14 officiers et 308 hommes (officiers mariniers et matelots).
Le navire est armé de dix canons de 10,5 cm SK L/40 montés chacun sur une tourelle simple. Deux sont placés côte à côte sur le gaillard d'avant, six sont situés au milieu du navire, trois de chaque côté, et deux sont côte à côte à l'arrière. Les canons ont une élévation maximum de 30 degrés, ce qui leur permet d'engager une cible jusqu'à une portée de 12 700 m. Le navire dispose de 1 500 munitions, soit 150 obus par canon. Le navire est également équipé de huit canons de 5,2 cm SK L/55 (en) avec 4000 munitions. Le Stuttgart dispose en outre d'une paire de tubes lance-torpilles de 450 mm, immergés de part et d'autre de la coque et disposant de cinq torpilles chacun. Le navire est protégé par un pont blindé épais de 80 mm d'épaisseur au milieu du navire. Le kiosque a 100 mm d'épaisseur sur les côtés.

## Service

### Premières affectations
Après son entrée en service dans la Hochseeflotte, le Stuttgart est utilisé comme navire de formation d'artillerie pour les canonniers de la flotte. Au déclenchement de la Première Guerre mondiale, le navire est incorporé aux escadres de haute mer avec d'autres navires-écoles tel que le croiseur cuirassé Blücher. Dans les premières semaines de la guerre, il effectue des patrouilles avec d'autres croiseurs dans la baie de Heligoland, en rotation avec les flottilles de vedettes-torpilleurs opérant en mer du Nord. Dans le cadre de cette affectation, le Stuttgart se voit confier une mission de surveillance dans la nuit du 15 août avec le croiseur Cöln et les Ire et IIe flottilles de vedettes-torpilleurs, qui s'achève sans incident.
Les 15 et 16 décembre 1914, le Stuttgart participe au raid sur les ports anglais de Scarborough, Hartlepool et Whitby, au cours duquel il fait partie du détachement de croiseurs chargé de couvrir à distance les croiseurs de bataille du contre-amiral Franz von Hipper qui bombardent les positions britanniques. Informé de l'approche de destroyers britanniques par sa force de couverture, l'amiral von Ingenohl ordonne à la flotte de haute mer de rentrer au port et de mettre le cap sur l'Allemagne. À 6 h 59, le Stuttgart, accompagné du croiseur cuirassé Roon et du croiseur léger Hamburg, rencontre un groupe de destroyers britanniques aux ordres du Commander Jones. Ce dernier prend ses adversaires en chasse jusqu'à 7 h 40, au moment où le Stuttgart et le Hamburg se séparent du Roon afin de couler leurs poursuivants. À 8 h 2, le Roon envoie cependant un signal aux deux croiseurs légers leur enjoignant d'abandonner la poursuite et de se retirer avec le reste des forces de haute mer.
Le 7 mai 1915, le IVe groupe de reconnaissance, alors composé des croiseurs Stuttgart, Stettin, München et Danzig et de vingt-et-une vedettes-torpilleurs, est déployé en mer Baltique afin de participer à une opération contre la ville russe de Libau. Cette opération est dirigée par le contre-amiral Hopman, commandant les forces de reconnaissance allemandes en Baltique. Le IVe groupe de reconnaissance est envoyé au nord dans le but de prévenir une éventuelle intervention de la flotte russe depuis le golfe de Finlande, tandis que plusieurs croiseurs cuirassés et autres navires bombardent le port. Les Russes tentent effectivement d'intervenir avec quatre de leurs croiseurs, l’Amiral Makarov, le Baïan, l’Oleg et le Bogatyr. L'escadre russe engage brièvement le München mais les deux partis préfèrent finalement se retirer, incertains de leur force respective. Peu après le bombardement, Libau est occupée par l'armée allemande et le Stuttgart est rappelé à la Hochseeflotte avec le reste du IVe groupe de reconnaissance.

### Bataille du Jutland
Le Stuttgart sert dans le IVe groupe de reconnaissance lors de la bataille du Jutland, du 31 mai au 1er juin 1916. Le IVe groupe de reconnaissance, sous les ordres du commodore Ludwig von Reuter, quitte le port de Wilhelmshaven le 31 mai à 3 h 30 du matin avec le reste de la flotte. Chargé d'encadrer la progression du corps principal, le Stuttgart et la vedette-torpilleur V71 sont placés à l'arrière-garde, en arrière de la IIe escadre de bataille. Le Stuttgart et le IVe groupe de reconnaissance ne participent pas de manière active aux premières phases de l'affrontement, mais aux alentours de 21 h 30, les navires allemands se heurtent dans leur progression à la 3e escadre de croiseurs légers britannique (3rd LCS), alors que Reuter dirige la Hochseeflotte au sud loin de la Grand Fleet. En raison de la grande distance qui sépare les deux adversaires et du manque de visibilité, seuls le München et le Stettin sont en mesure d'engager le combat avec les croiseurs britanniques. Le Stuttgart est le quatrième navire de la ligne et ses artilleurs ne peuvent distinguer qu'un seul vaisseau ennemi dans la brume. Ce dernier étant déjà aux prises avec les autres croiseurs allemands, les tourelles du Stuttgart retiennent leur feu. Reuter vire de bord afin d'attirer les Britanniques à portée des principaux bâtiments de la Hochseeflotte, mais la 3e escadre de croiseurs légers refuse de mordre à l'hameçon et met fin à l'engagement.

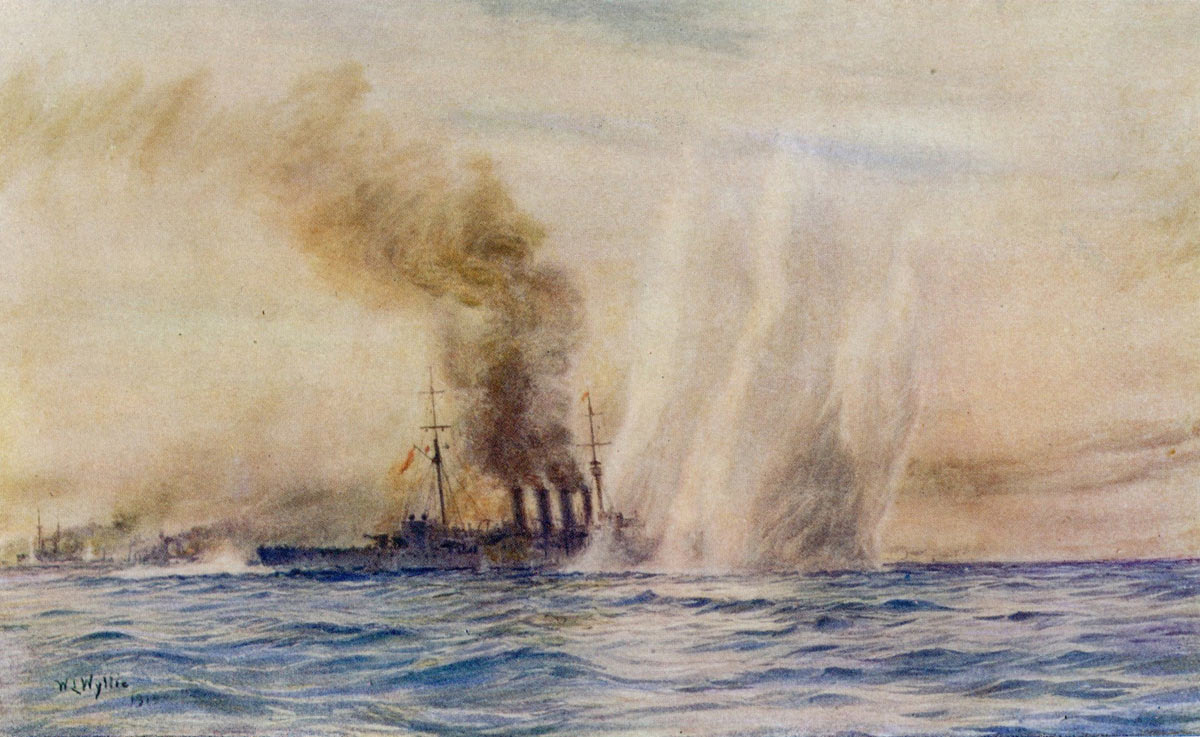
Bataille du Jutland : le HMS Southampton essuyant les tirs des navires allemands. Aquarelle de William Lionel Wyllie.

Lors du très disputé combat nocturne au cours duquel la flotte allemande tente de se frayer un passage à travers l'arrière-garde de la ligne de bataille britannique, un duel à distance réduite oppose dans l'obscurité le IVe groupe de reconnaissance à la 2e escadre de croiseurs légers de la Grand Fleet. Alors que les deux escadres se rapprochent l'une de l'autre, les Allemands illuminent le HMS Southampton et le HMS Dublin et concentrent leur tir sur les deux navires. Le Stuttgart et l’Elbing font feu sur le Dublin. Durant cette phase de l'engagement, le Dublin est touché par huit impacts d'obus, probablement tous infligés par le Stuttgart, mais aucun ne provoque de dégâts sérieux. Un début d'incendie se déclare à bord des deux vaisseaux britanniques ce qui force ces derniers à décrocher, imités en cela par les Allemands qui espèrent ainsi inciter leurs adversaires à se rapprocher des croiseurs de bataille Moltke et Seydlitz. Dans la mêlée, le croiseur Frauenlob est coulé par une torpille tirée du Southampton, contraignant le Stuttgart à s'écarter de la ligne par tribord. Le croiseur léger allemand perd ensuite le contact avec le reste du IVe groupe de reconnaissance et finit par rallier la Ire escadre de bataille. Il assiste à un engagement ultérieur avec les forces légères britanniques vers minuit et, dissimulé dans le noir, assiste à la destruction de plusieurs destroyers ennemis par la Ire escadre. Les Britanniques ripostent néanmoins par plusieurs jets de torpilles, contraignant les navires allemands à se retirer. Le Stuttgart parvient dans la pénombre à s'insérer dans la ligne de bataille allemande, entre les cuirassés Nassau et Posen.
Vers les 2 h 30 du matin, le Stuttgart s'avance en tête de la Hochseeflotte, précédant le cuirassé Westfalen. Le croiseur léger reconduit la Ire escadre de bataille jusqu'au port, puis assiste la IIIe escadre et le navire amiral de la flotte, le SMS Friedrich der Große. Le Stuttgart a fait feu à 64 reprises au cours du combat, ce qui constitue le plus faible taux parmi les croiseurs allemands engagés au Jutland. Le navire est par ailleurs ressorti intact de cette confrontation, contrairement à la plupart de ses homologues.

### Reconversion et fin de carrière
Plus tôt dans le conflit, la marine impériale allemande a déjà tenté de convertir des bateaux à vapeur en transports d'hydravions. Ces navires, trop lents pour opérer efficacement avec la flotte, ne satisfont pas l'amirauté qui en exige une version plus rapide. En 1918, les Allemands décident de reconvertir le Stuttgart qui dispose de la vitesse nécessaire pour accompagner les bâtiments de la Hochseeflotte. Les travaux de reconversion débutent en février 1918 au chantier naval de Wilhelmshaven et s'achèvent au mois de mai. Afin de l'adapter à ses nouvelles fonctions, ses canons avant et arrière de 10,5 cm sont supprimés, ne laissant que les quatre tourelles latérales. Deux canons antiaériens SK L/45 de 8,8 cm sont installés à l'avant du navire qui se voit conserver ses tubes lance-torpilles. Deux grands hangars sont également construits à l'arrière des cheminées pour permettre d'y accueillir deux hydravions, un troisième hydravion étant quant à lui placé sur les toits. Le Stuttgart ne pouvant embarquer que trois avions, un nombre considéré comme largement insuffisant pour appuyer l'intégralité de la Hochseeflotte, l'amirauté dresse des plans afin de transformer à son tour le croiseur Roon en transport d'hydravions, mais la fin du conflit ne permet à aucun des deux navires d'être utilisé en tant que tel sur le théâtre des opérations. Le Stuttgart survit à la guerre et est rayé des contrôles de la flotte le 5 novembre 1919. Remis à la Grande-Bretagne à titre de prise de guerre le 20 juillet 1920 sous le nom de « S », le navire est envoyé à la casse peu après.

## Commandants
| Février à avril 1908            | Fregattenkapitän Georg Schur                                 |
| Février à septembre 1909        | Korvettenkapitän / Fregattenkapitän Werner Max               |
| Septembre 1909 à septembre 1911 | Korvettenkapitän / Fregattenkapitän Moritz von Obernitz (de) |
| Décembre 1910                   | Kapitänleutnant Ernst Stever (provisoire)                    |
| Septembre 1911 à septembre 1913 | Korvettenkapitän / Fregattenkapitän Otto Rößler              |
| 1er octobre 1913 à 3 août 1915  | Fregattenkapitän / Kapitän zur See Friedrich Richter (de)    |
| Août 1915 à février 1916        | Fregattenkapitän Lothar von Gohren (de)                      |
| Février à décembre 1916         | Korvettenkapitän / Fregattenkapitän Max Hagedorn (de)        |
| Mai à novembre 1918             | Korvettenkapitän Othon d'Alvensleben (de)                    |
| Novembre à décembre 1918        | vacant                                                       |